# Мунган, Муратхан
Муратхан Мунган (тур. Murathan Mungan, род. 21 апреля 1955) — турецкий писатель

, драматург и поэт. Произведения написаны в жанре постмодернизма. Открытый гей.

## Биография
Его семья родом из Мардина. Его отец — араб, а мать — боснийка. После получения степени бакалавра на факультете литературы и драмы в Университете Анкары, он работал драматургом, прежде чем посвятить все своё время написанию стихов, пьес, рассказов, романов, сценариев фильмов и песен. Его первый сборник стихов «Osmanlıya Dair Hikayat» («Рассказы об османах») был опубликован в 1980 году, что принесло ему мгновенный успех.
Далее последовали различные сборники стихов, в частности «Yaz Gecer» («Летние пассажи») и «Metal». Муратхан Мунган написал четыре театральных пьесы, которые принесли ему успех. «Mahmud ile Yezida» и «Taziye» — две самые постановочные пьесы современного турецкого театр.
Его рассказы были собраны в сборники, такие как Kırk Oda (Сорок комнат) и Paranın Cinleri (Джинны денег). По его сценарию Dağınık Yatak (Грязная кровать) режиссером Атэфом Йылмазом в 1986 году был снят фильм с турецкой актрисой Мюйде Ар в главной роли.
Он также написал тексты некоторых песен для Yeni Türkü и для поп-певцов, таких как Нюкхет Дуру.
В 2006 году руководил выпуском музыкального альбома в стиле арабеска певца Мюслюма Гюрсеса, в который вошли кавер-версии таких популярных песен, как Alexandra Leaving Леонарда Коэна, Mr. Tambourine Man Боба Дилана и I’m Deranged Дэвида Боуи, все они были выбраны Мунганом.
В 2012 году был удостоен литературной премии Эрдала Оз.
В 2016 году Мунган опубликовал стихи, которые копил с 1991 года, под названием Solak Notebooks.
Открытый гей, Мунган часто ассоциировался с турецким гей-движением как гей-икона.